# فی ادل
فی ادل (انگلیسی: Faye Adell؛ زادهٔ ۲۸ دسامبر ۱۹۷۹) یک هنرپیشه اهل آلمان است. وی از سال ۱۹۹۰ میلادی تاکنون مشغول فعالیت بوده‌است.